# دریاچه مهارلو

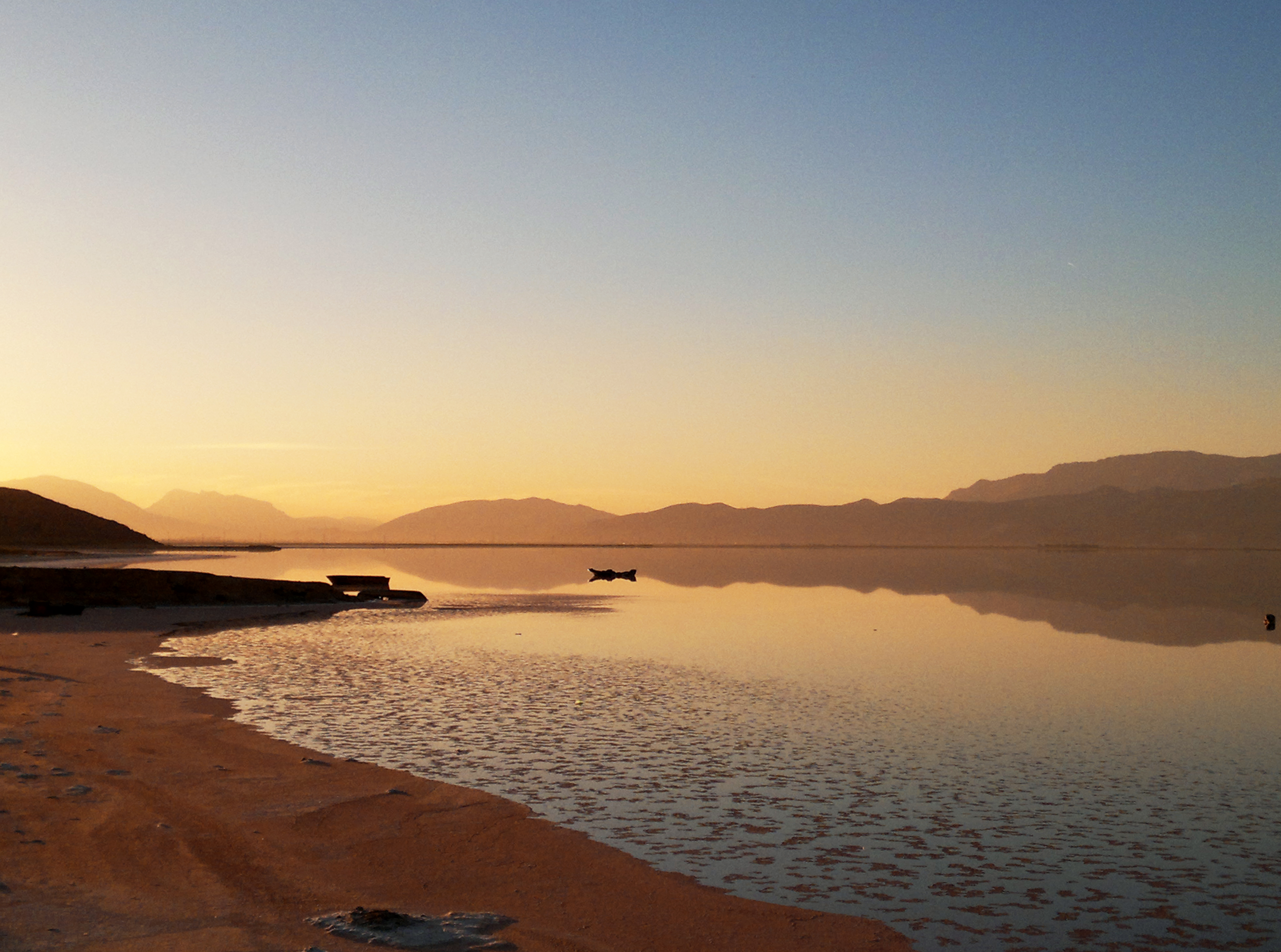
نمایی از دریاچه مهارلو در غروب

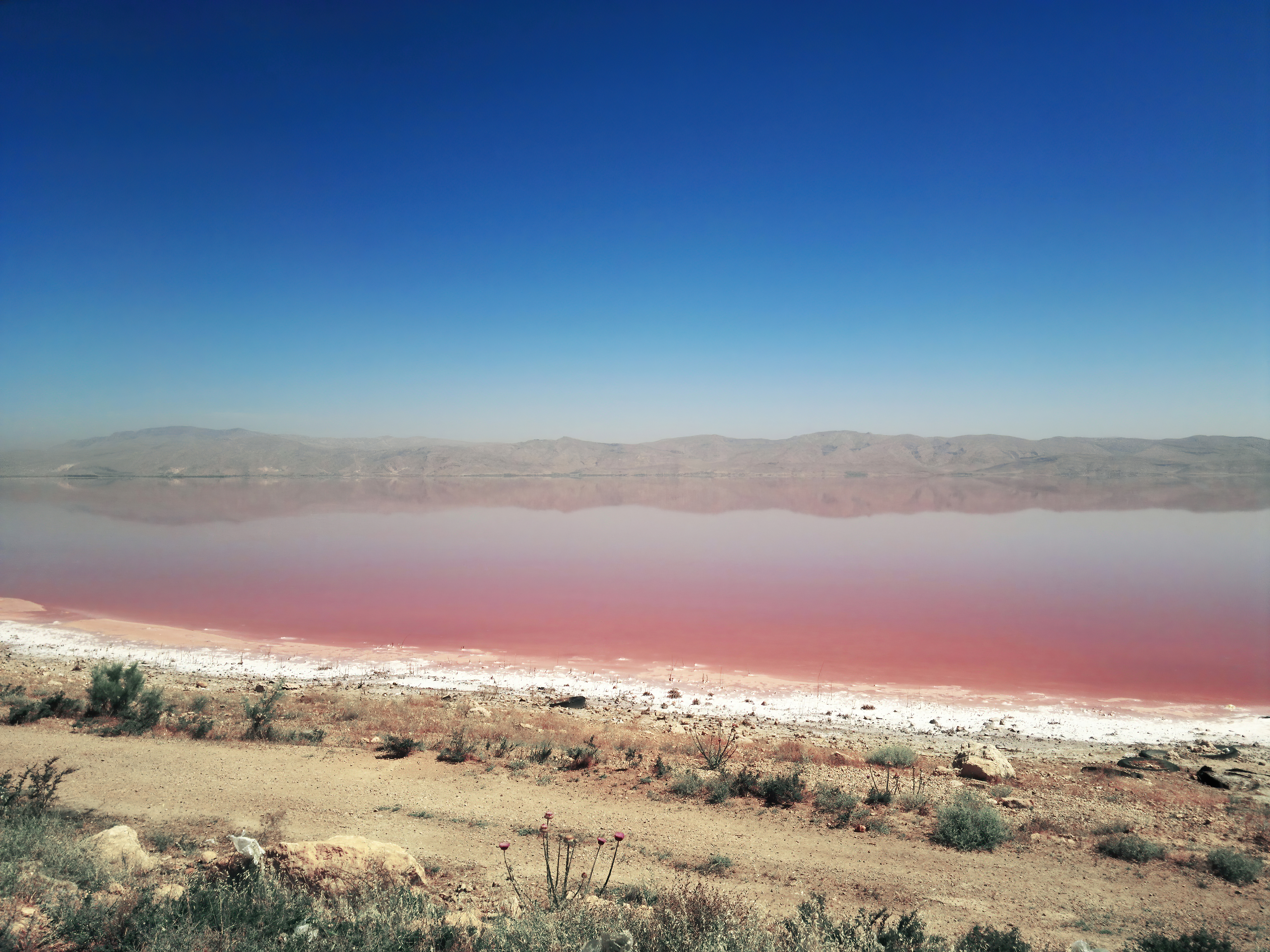
نمایی از دریاچهٔ صورتی‌رنگ مهارلو

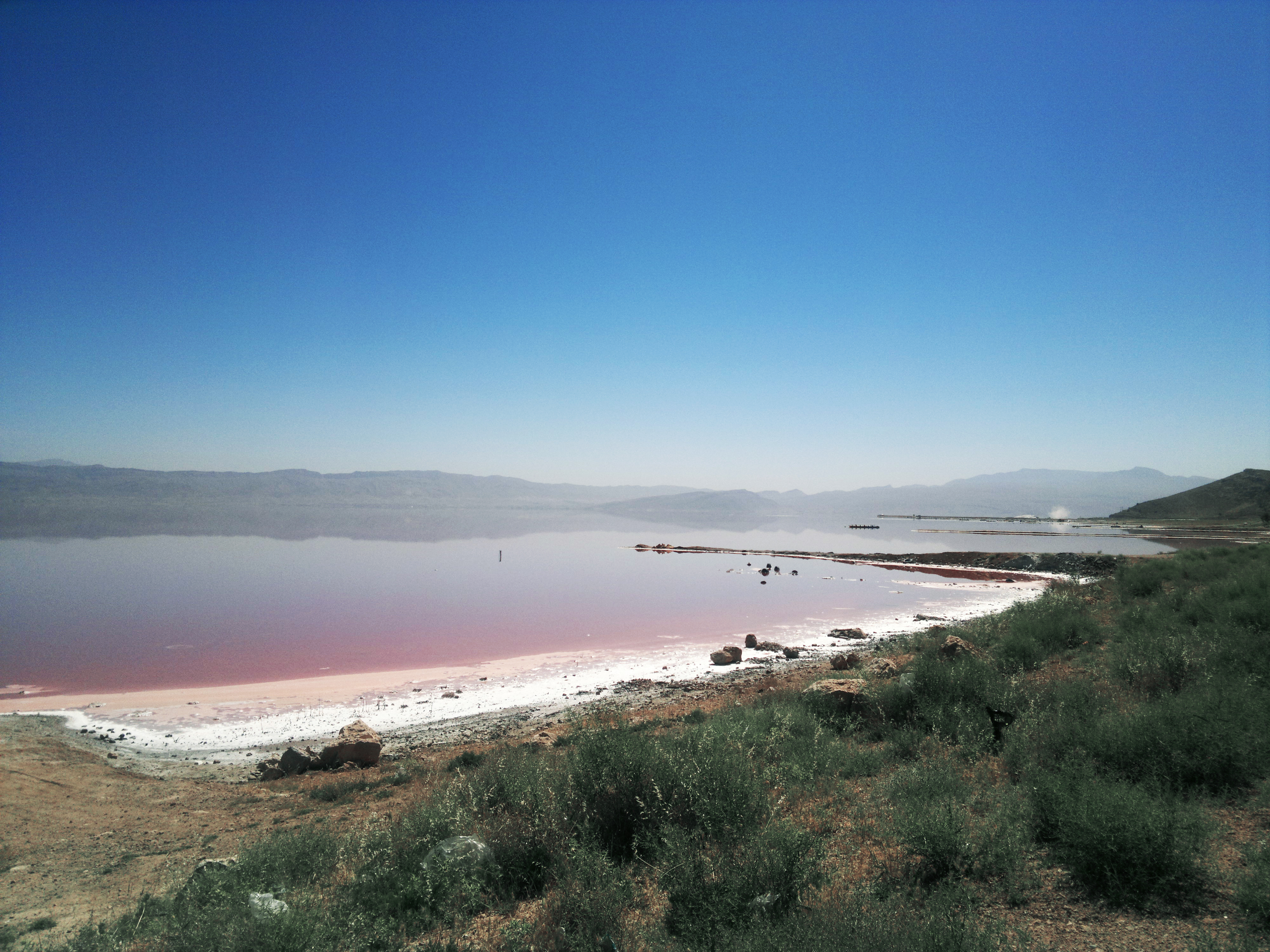
نمایی از دریاچهٔ صورتی‌رنگ مهارلو به همراه پوشش گیاهی

دریاچهٔ مَهارلو که به نام دریاچهٔ نمک نیز شناخته می‌شود، از دریاچه‌های استان فارس در ایران است. این دریاچه در ۲۰ کیلومتری جنوب شرق شیراز میان این شهر و سروستان قرار گرفته و مساحت آن ۶۰۰ کیلومتر مربع است. بیشترین طول این دریاچه ۲۸ کیلومتر و بیشترین عرض آن ۱۵ کیلومتر است و ژرفای آن در عمیق‌ترین بخش به ۳ متر می‌رسد.
سه رودخانه فصلی خشک شیراز، سلطان‌آباد و سروستان دریاچهٔ مهارلو را تغذیه می‌کنند. مهم‌ترین گونهٔ پرنده این دریاچه فلامینگو است. آنقوت، تنجه، کاکایی و گیلانشاه، سلیم، آبچلیک، حواصیل، اردک سبز و مرغابی دیگر پرندگان ساکن دریاچهٔ مهارلو هستند. آب این دریاچه بسیار شور و از نوع سدیم کلرید، منیزیم و سدیم سولفات است و در فصل‌های خشک سال، یکی از کانسارهای بزرگ نمک ایران به‌شمار می‌رود. به دلیل شوری بالا هیچ گونه ماهی در این دریاچه زندگی نمی‌کند. در گوشه و کنار محیط آن نیز می‌توان گونه‌های مختلف دوزیستان، خزندگان و پستانداران را یافت.

## نام
نام این دریاچه، برگرفته از نام روستای مهارلو از توابع سروستان است که در مجاورت آن قرار گرفته است.
اصطخری این دریاچه را «جنکان» نامیده و ابوالفداء و ابن‌بطوطه آن را «جمکان» نوشته‌اند. در فارسنامه ابن بلخی و جغرافیای حمدالله مستوفی از دریاچه به نام «ماهلویه» یاد شده است. از این دریاچه به نام‌های «مهلو»، «مهلویه»، و «جنکال» نیز یاد شده است.

## جغرافیا
این دریاچه با ابعاد ۲۸ در ۱۵ کیلومتر و مساحت ۲۳۰ کیلومتر مربع در ارتفاع ۱٬۴۶۱ متری از سطح دریا در ۲۰ کیلومتری جنوب‌شرقی شهر شیراز و در باختر دریاچهٔ بختگان قرار گرفته است. دریاچهٔ مهارلو خاوری‌ترین بخش جلگهٔ شیراز است. مهارلو دارای آبی بسیار شور است و در فصل‌های خشکی یکی از کانسارهای بزرگ نمک ایران به‌شمار می‌آید. فرآوری نمک از این دریاچه توسط مجتمع استحصال نمک وابسته به پتروشیمی شیراز انجام می‌شود. آب این دریاچه از نوع کلرید سدیم- منیزیم و سولفات سدیم است و در فصل‌های خشک سال، یکی از کانسارهای بزرگ نمک ایران محسوب می‌شود.
سه رودخانه فصلی سلطان‌آباد، سروستان و رودخانهٔ خشک دریاچهٔ مهارلو را تغذیه می‌کنند. رودخانهٔ خشک، رودخانه‌ای فصلی است که از شهر شیراز می‌گذرد و بیشتر آب سیلاب را در هنگام وقوع بارش‌های شدید به بستر دریاچه می‌رساند. آب دریاچه به‌طور معمول در پایان تابستان تبخیر می‌شود و بستر سفید دریاچه را در معرض دید قرار می‌دهد. در اواسط تابستان و به دلیل میزان تبخیر بالا و غلظت نمک، آب دریاچه به علت وجود نوعی جلبک، قرمز مایل به صورتی می‌شود. آب چند چشمه نیز عمدتاً از قسمت‌های غربی و شمالی وارد این دریاچه می‌شوند.
از کوه‌های مشرف به دریاچه می‌توان به کوه قلعهٔ گریخته، کوه شرقی و کوه شمالی اشاره کرد. از روستاهای گردشگری پیرامون این دریاچه نیز می‌توان مهارلو، محمودآباد، بکت، برم شور علیا، قنبری، دوبنه، انجیره و اعلاالدوله را نام برد.

### خشکی
این دریاچه در سال‌های اخیر دو دوره شاهد خشکی عمده بود. در خشکسالی سال ۱۳۸۷ حدود ۹۰ درصد دریاچهٔ مهارلو خشک شد و از این دریاچه به غیر از نیزارها و تالاب‌های اقماری چیزی به‌جا نماند. در پی این خشکسالی از جمعیت ۱۰۰ تا ۱۵۰ هزار قطعه‌ای پرنده فلامینگو در دریاچهٔ مهارلو در سال ۱۳۸۷ خورشیدی تنها حدود ۵ هزار فلامینگو باقی ماند. این دریاچه در سال ۱۳۹۵ خورشیدی نیز به‌طور صد در صد خشک شد و کلانشهر شیراز را در خطر طوفان‌های نمک و ریزگردهای کشنده قرار داد. کارشناسان خشکی دریاچه را به سبب ساخت دو سد درودزن و سیوند می‌دانستند که در بالادست دریاچه جای دارند.

## محیط زیست
دریاچه مهارلو پناهگاه حیات‌وحش و زیستگاه پرندگان مهاجر است. این پرندگان اگر شرایط زیست خوب باشد تا میانهٔ پاییز در بخش‌های تالابی فارس از جمله دریاچه مهارلو می‌مانند. مهم‌ترین گونهٔ پرنده این دریاچه فلامینگو است. شور بودن آب دریاچه مهارلو موجب سازگاری این پرنده می‌شود؛ چراکه غذای اصلی فلامینگوها سخت‌پوستی شور پسند به نام آرتمیا است و در آب مهارلو فراوان یافت می‌شود. علاوه بر فلامینگوها پرندگانی چون آنقوت، تنجه، انواع کاکایی و همچنین گیلانشاه بزرگ، سلیم کوچک، انواع آبچلیک‌ها، حواصیل، اردک سبز و مرغابی در این تالاب زندگی می‌کنند.

به دلیل شوری بیش از حد آب هیچ ماهی در این دریاچه زندگی نمی‌کند. در گوشه و کنار محیط آن می‌توان خزندگانی مانند مارمولک، سوسمار، مار و لاک پشت را مشاهده کرد. برخی از دوزیستان نیز در مجاورت دریاچه زندگی می‌کنند. در اطراف دریاچه همچنین گونه‌های متنوعی از جانوران همچون شغال، گربه وحشی، کفتار و روباه نیز مشاهده می‌شوند.

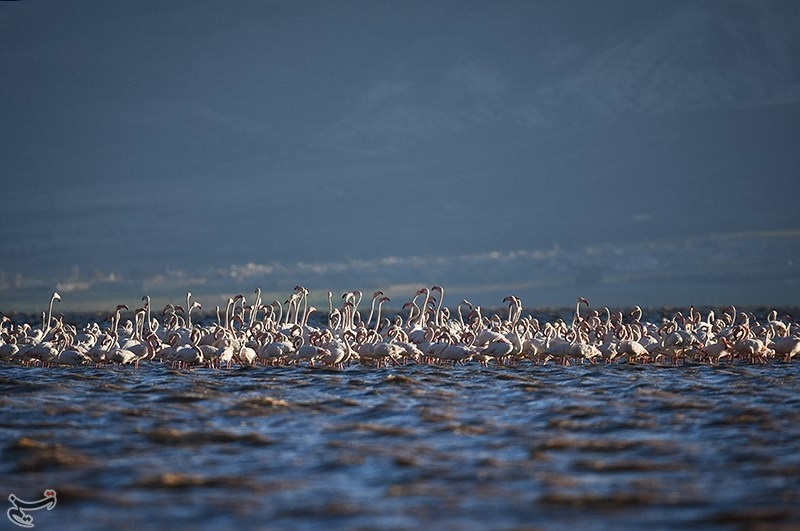
نمایی از فلامینگوهای دریاچه

## رنگ صورتی
این دریاچه در فصل‌های پرآب به رنگ آبی است. از شروع بهار با گرم‌تر شدن آب و افزایش تابش نور، رشد جلبک‌ها زیاد می‌شود. مواد مغذی وارد شده از فاضلاب شهری و کشاورزی به رشد و تکثیر هرچه‌بیش‌تر آن‌ها و باکتری‌های شورپسند (هالوفیل) کمک می‌کند. با افزایش دما و تبخیر در تابستان شوری دریاچه نیز افزایش می‌یابد. زندگی و رشد جلبک دونالیلا سالینا و باکتری‌های شورپسند در این شرایط تغییر می‌کند، و آن‌ها برای محافظت از خود در برابر تابش بسیار زیاد ماده‌ای سرخ‌رنگ به نام آستاکسانتین (نوعی بتاکاروتن) تولید می‌کنند، که موجب دگرگون‌شدن رنگ آب دریاچه به صورتی می‌شود.
جلبک دونالیلا سالینا برخلاف تصور عموم سمی و خطرناک نیست و از آن در صنعت غذایی، تولید دارو و لوازم آرایشی به‌عنوان رنگ‌دانه استفاده می‌شود. این جلبک غذای سخت‌پوست آب شور به نام آرتمیا است که در آب دریاچه مهارلو نیز زندگی می‌کند. پرندگانی چون فلامینگو از آرتمیا تغذیه می‌کنند. آرتمیا در صنعت پرورش ماهی اهمیت زیادی دارد و در پرورش ماهی‌های خاویار، زینتی و میگو از آن استفاده می‌کنند.